# Venancio Bartibás
Venancio Bartibás Riquero (ur. 18 maja 1906 w Montevideo, zm. w lipcu 1977 tamże) – urugwajski piłkarz, napastnik.
Jako piłkarz klubu Central Español był w kadrze reprezentacji podczas turnieju Copa América 1927, gdzie Urugwaj zajął drugie miejsce na mistrzostwach Ameryki Południowej. Bartibás nie zagrał w żadnym meczu. W 1928 znajdował się w kadrze na igrzyska olimpijskie. Grał również w Club Nacional de Football. Wystąpił w jednym meczu reprezentacji, wygranym 3:2 spotkaniu z Chile w 1927.